# Demis Cavina
Demis Cavina (nacido el 11 de septiembre de 1974 en Castel San Pietro Terme, Bolonia, Italia) es un entrenador italiano de baloncesto. Actualmente dirige al Guerino Vanoli Basket de la Serie A, la primera categoría del baloncesto italiano.

## Trayectoria como entrenador
Cavina comenzó su carrera como entrenador en los equipos juveniles de su ciudad natal, el Castel San Pietro Terme, en 1995. Dos años después, a los 23 años, fue ascendido como entrenador del primer equipo de la Serie B2.
Al año siguiente firmó por el Progresso Castel Maggiore de la serie B2, con el que logró dos ascensos consecutivos, a la Serie A2.
En las siguientes temporadas entrenó a Roseto donde asumió el cargo a los 26 años, resultando en el técnico más joven de la Serie A, dos temporadas en Latina (quinta eliminatoria en 2003), dos temporadas en Imola con el que en la segunda temporada llegó a los play-offs y a los cuartos de final de la Copa de la Liga.
En la temporada 2006-2007, dirigió a Fabriano, antes de llegar al Dinamo Basket Sassari de la Serie A2, en el que estuvo durante dos temporadas y con el que casi asciende a la Serie A, perdiendo en el cuarto partido la final de la eliminatoria ante Vanoli Soresina. 
En la temporada 2009-10, entrenó a Snaidero Udine, llevando al equipo naranja a los cuartos de final de la eliminatoria.
En la temporada 2010-11, dirigió a Prima Veroli, con la que ganó la Copa de la Liga al vencer a Andrea Costa Imola en la final de la Final Four celebrada en Novara.
Tras otra temporada más en el Prima Veroli, en la temporada 2012-13 firmó por el Givova Scafati con el que lograría disputar los play-offs a la Lega Serie A. 
En la temporada 2013-14, firma por el Expert Napoli de la Serie A2, del que fuera despedido después del primer partido de la segunda vuelta de la competición. 
En julio de 2014, firma como entrenador del Derthona Basket, recién ascendido a Serie A2, sustituyendo a Antonello Arioli. Con el club piamontés logró disputar una temporada con más del 50% de las victorias (en diciembre también ganó el premio como mejor entrenador). 
En las siguientes dos temporadas 2015-16 y 2016-17 llevó a Derthona Basket a los play-offs de la Serie A2 (primera vez para el club).
En 2017, regresa al Andrea Costa Imola de la Serie A2, con el que logra disputar los playoffs con uno de los equipos más jóvenes de toda la liga Serie A2. 
El 31 de mayo de 2018, firma por el Amici Pallacanestro Udinese de la Serie A2, ocho años después, en el que sería destituido al inicio la segunda vuelta de la competición.
El 21 de junio de 2018, firma por el Basket Torino, el equipo recién nacido tras la desaparición del Auxilium. En el banquillo amarillo y azul en la temporada 2019-2020 se coloca en primera posición de la Serie A2, pero el campeonato se interrumpe por la pandemia de COVID-19. 
En la temporada 2020-21 jugaría la final por el ascenso a la Lega Basket Serie A, perdiendo en una eliminatoria a cinco partidos ante el Derthona Basket. Durante la temporada fue elegido mejor entrenador de la segunda vuelta gracias a 9 victorias en 13 partidos.
El 2 de julio de 2021, firma como entrenador del Dinamo Basket Sassari de la Lega Basket Serie A.
El 16 de noviembre de 2021, es destituido como entrenador del Dinamo Basket Sassari de la Lega Basket Serie A.
En la temporada 2022-23, firma por el Guerino Vanoli Basket de la Serie A2, la segunda categoría del baloncesto italiano, con el que lograría el ascenso a la Lega Basket Serie A.

## Clubs como entrenador
- 1997–1998: Castel San Pietro Terme
- 1998–2001: Castel Maggiore
- 2001–2002: Pallacanestro Roseto
- 2002–2003: Latina Basket
- 2004-2006: Andrea Costa Imola
- 2006-2007: Fabriano Basket
- 2007-2009: Dinamo Basket Sassari
- 2009-2010: Amici Pallacanestro Udinese
- 2010-2012: Veroli Basket
- 2012–2013: Scafati Basket
- 2013–2014: Azzurro Napoli Basket 2013

- 2014-2017: Derthona Basket
- 2017-2018: Andrea Costa Imola
- 2018-2019: Amici Pallacanestro Udinese
- 2019-2021: Basket Torino
- 2021: Dinamo Basket Sassari
- 2022-Actualidad: Guerino Vanoli Basket